# Pictonemobius uliginosus
Pictonemobius uliginosus is een rechtvleugelig insect uit de familie krekels (Gryllidae). De wetenschappelijke naam van deze soort is voor het eerst geldig gepubliceerd in 1990 door Mays & Gross.